# Arsène Lupin (film, 1909)
Pour les articles homonymes, voir Arsène Lupin (homonymie).
Pour plus de détails, voir Fiche technique et Distribution.
Arsène Lupin est un film muet français réalisé par Michel Carré, sorti en 1909.

## Fiche technique
- Titre : Arsène Lupin
- Réalisation : Michel Carré
- Scénario : d'après le roman de Maurice Leblanc
- Date de sortie : 
  - France : 1909

## Distribution
- Georges Tréville : Arsène Lupin
- Harry Baur : l'inspecteur Ganimard
- Jules Mondos